# サン・ヴィターレ聖堂

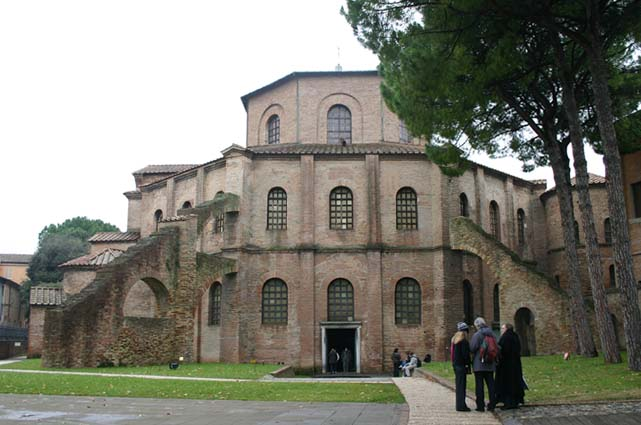
サン・ヴィターレ聖堂北東部ファサード

サン・ヴィターレ聖堂（伊: Basilica di San Vitale）は、イタリアのラヴェンナにあるビザンティン建築・初期キリスト教建築の代表的な聖堂（教会堂）であり、カトリック教会のバシリカ。6世紀前半に建設された。ラヴェンナでは非常に著名な聖堂であるが、司教座聖堂ではなく、聖ウィタリスの聖遺物を信仰するためのマルティリウム（殉教者記念礼拝堂）である。八角形の集中式平面というかなり特殊な平面構成をもち、9世紀の歴史家アグネルスは、他のいかなるイタリアの教会建築とも類似しないと述べている。
ラヴェンナは、6世紀以降東ローマ帝国のイタリア統治の拠点として総督府が置かれ、繁栄を謳歌したが、8世紀初頭には東ローマ帝国から分離・衰退した。このため東ローマ帝国での聖像破壊運動の影響を受けることはなく、サン・ヴィターレの内陣部には初期ビザンティン美術の美しいモザイク画が残る。
近接して、ガッラ・プラキディア廟堂が建つ。周辺の建造物と共に世界遺産に登録されている。

## 歴史

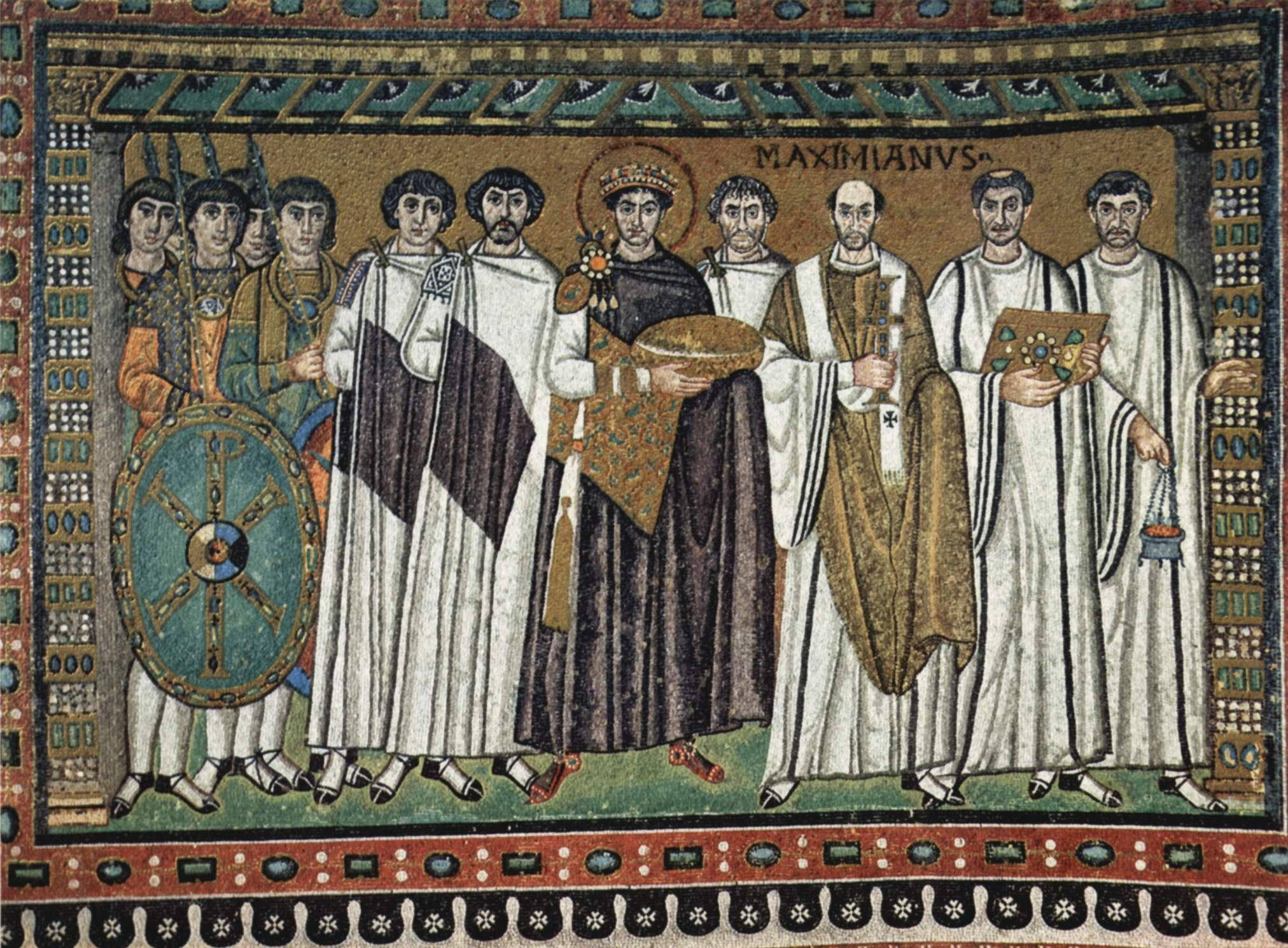
ユスティニアヌス1世と随臣のモザイク
中央ユスティニアヌス帝の向かって左側が武官で、皇帝の隣にいるのが恐らくベリサリウス。向かって右側が聖職者で、皇帝の隣で十字架を持つのがマクシミアヌスである。両者に挟まれる半身のみの人物がサン・ヴィターレ聖堂建設の資金を提供した東方の銀行家ユリアヌス・アルゲンタリウスもしくはナルセスではないかと考えられている。あるいはベリサリウスが召喚された後、イタリア戦線を指揮した将軍ヨハネスとする説もあるが、確証は無い。またベリサリウスの左隣にいる人物はユスティニアヌス帝の皇后テオドラの孫（彼女がユスティニアヌス帝と結婚する前に産んだ庶出の娘テオドラの息子）アナスタシウスに同定されている。

サン・ヴィターレ聖堂の建設は、395年にアウグスタ・メディオラヌムの司教アンブロシウスによってボノニア（現ボローニャ）で発見された聖ウィタリスの聖遺物が、5世紀頃にラヴェンナに移されたことによって始まる。最初の教会堂は、現聖堂の西側部分に建設された十字型平面の建物であったことが発掘によって明らかになっているが、教会と言うよりは小さな霊廟に近いものだった。6世紀初頭には、聖ウィタリスはミラノの著名な殉教者、聖ゲルウァシウスと聖プロタシウスの父とする説が流布したが、それまで聖ウィタリスは著名な殉教者ではなく、その崇敬は重要なものではなかったので、なぜその霊廟が今日にまで残る壮麗な教会堂に再建されたのかは謎である。しかし、その幾分かは、政治的なライバル関係にあった都市、メディオラヌムに対する競争心からと考えられている。
今日の聖堂建設は、司教エクレシウスの在職期間である521年から532年のある時期に起工されたらしいが、1階に司教ウルシキヌス（在位534年-536年）と司教ウィクトル（在位538年-545年）のモノグラムが刻まれた柱頭が存在することから、実際の工事は534年以降に始まった可能性も指摘されている。エクレシウスの在位中に工事が始まったとすれば、当時、ラヴェンナは東ゴート王国の首都であり、聖堂はテオドリックの娘であるアマラスンタによる摂政時代に着工されたことになるが、東ローマ帝国の再征服後も建設は進められ、546年から547年の間に司教マクシミアヌスによって献堂された。碑文から、このプロジェクトに資金を提供した東方の銀行家（アルゲンタリウス）のユリアヌスなる人物が知られている。彼は、サンタポリナーレ・イン・クラッセ聖堂の建設にも出資しているが、その身分は全く不明で、研究者の憶測を呼んでいる。

## 構造

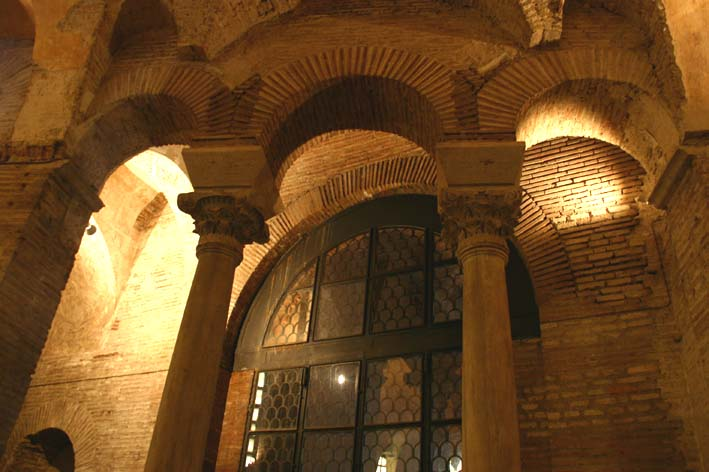
サン・ヴィターレ聖堂内部南の壁面

多くの研究が行われているにもかかわらず、サン・ヴィターレ聖堂建設の経緯は未だ謎に包まれている。そもそもウィタリスへの信仰が聖堂建設にいたるまでの重要性を帯びたこと自体、よくわかっていないのである。
530年に東ローマ帝国の属州に再編入されたとき、聖堂がどこまで建設されていたかはっきりしないが、その構成はそれまでの西方の伝統に則したものではなく、コンスタンティノポリス由来のものであることは明瞭である。構造体に使用されている煉瓦も、北イタリア特有のものではない。ただし、首都の何か特定の教会堂から派生したものであるとの確証は得られていない。類似点が指摘されているコンスタンティノポリスのアギイ・セルギオス・ケ・バッコス聖堂（現在のキュチュック・アヤソフィア・ジャミィ）は、サン・ヴィターレよりも建設時期が早いと証明することができないうえ、下記に述べるような顕著な相違も指摘されている。また、皇帝宮殿の黄金の間（現存せず）がサン・ヴィターレの内部空間に類似した建築物であったようだが、これは建設が後年のものである。ともあれ、これらの建築はサン・ヴィターレと同じ系統に連なるもので、この工事を主導した建築家は東方の人物であった可能性もある。
一方で、サン・ヴィターレ聖堂の内部空間にはイタリアの伝統とも言うべき特質も見られる。薄い煉瓦を厚いモルタル目地で積層して構造体を構築の手法は東方のものだが、ドーム部分は素焼きの陶製パイプを積層して構築されており、これは施工そのものはラヴェンナ、あるいはその支配地域の職人の手によるものであることを証明している。また、サン・ヴィターレの内陣は、後陣を含む8つのアーケードの上部に高窓のあるドラムを持ち、その上部にドームが載る構造になっているが、アギイ・セルギオス・ケ・バッコス聖堂の場合は、ハギア・ソフィア大聖堂の最初のドームと同じく、アーケードのすぐ上にドームを頂いており、ドームそのものが内部空間をかなり重苦しい印象にしている。一方、サン・ヴィターレの場合は、アーケードとドームの間にドラムがあることでドームの存在をあまり意識することはなく、両者の印象を鋭く対比させている。

## モザイク

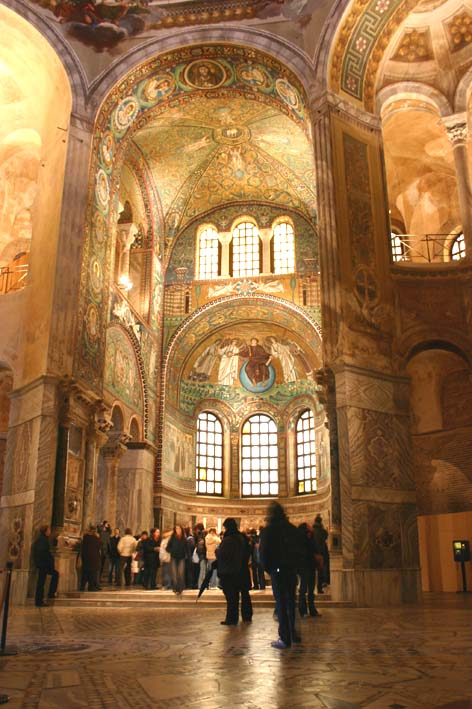
サン・ヴィターレ聖堂内陣・アプス

創建当時、内部はマルマラ海のプロコネソス島産の大理石とそれを加工した柱、祭壇、そして一面のモザイクによって装飾されていた。今日、これらの大理石とモザイクは消失しており、ドラムとドームは18世紀に画かれたフレスコ画に覆われている。下部の大理石も後代に補填されたものである。しかし、内陣には美しいモザイクが残っており、当時の荘厳な内部空間の面影を偲ばせる。

### 内陣
内陣部入り口のアーチ部分には、中央頂部にキリスト、その左右に12使徒のメダイヨンが配置されている。内陣の天井となる大天蓋には、蔦模様とさまざまな象徴の取りあわせが紺地と金の組み合わせを基調として画かれており、その中央頂点には金の光背をもった子羊（これはキリストをあらわしている）が配置されている。そして、これを4天使が支える。
内陣北・南の壁面には、2階ギャラリーに岩場に座す福音記者マタイ、マルコ、ヨハネ、ルカが描かれ、その下にはティンパヌム（半円形の部分）を挟んで預言者モーセとエレミヤ、モーセとイザヤが配置されている。ティンパヌムには、旧約聖書の場面アブラハムとイサク、アブラハムの饗応、アベルが捧げる子羊とメルキゼデクが捧げるパンが画かれる。

### 至聖所
至聖所の東の壁面の上には天使と聖人ウィタリス（向かって左）、司教エクレシウス（向かって右）に仕えられている7つの封印を施した巻き物を持つキリスト、その脇下部にはそれぞれ、皇帝ユスティニアヌス1世と后妃テオドラをはじめとする廷臣からなる礼拝者が描かれる。
上方の色鮮やかなモザイクだけではなく、後陣の床も、白を地とするモザイクで装飾されている。

## 内陣および至聖所のモザイク画

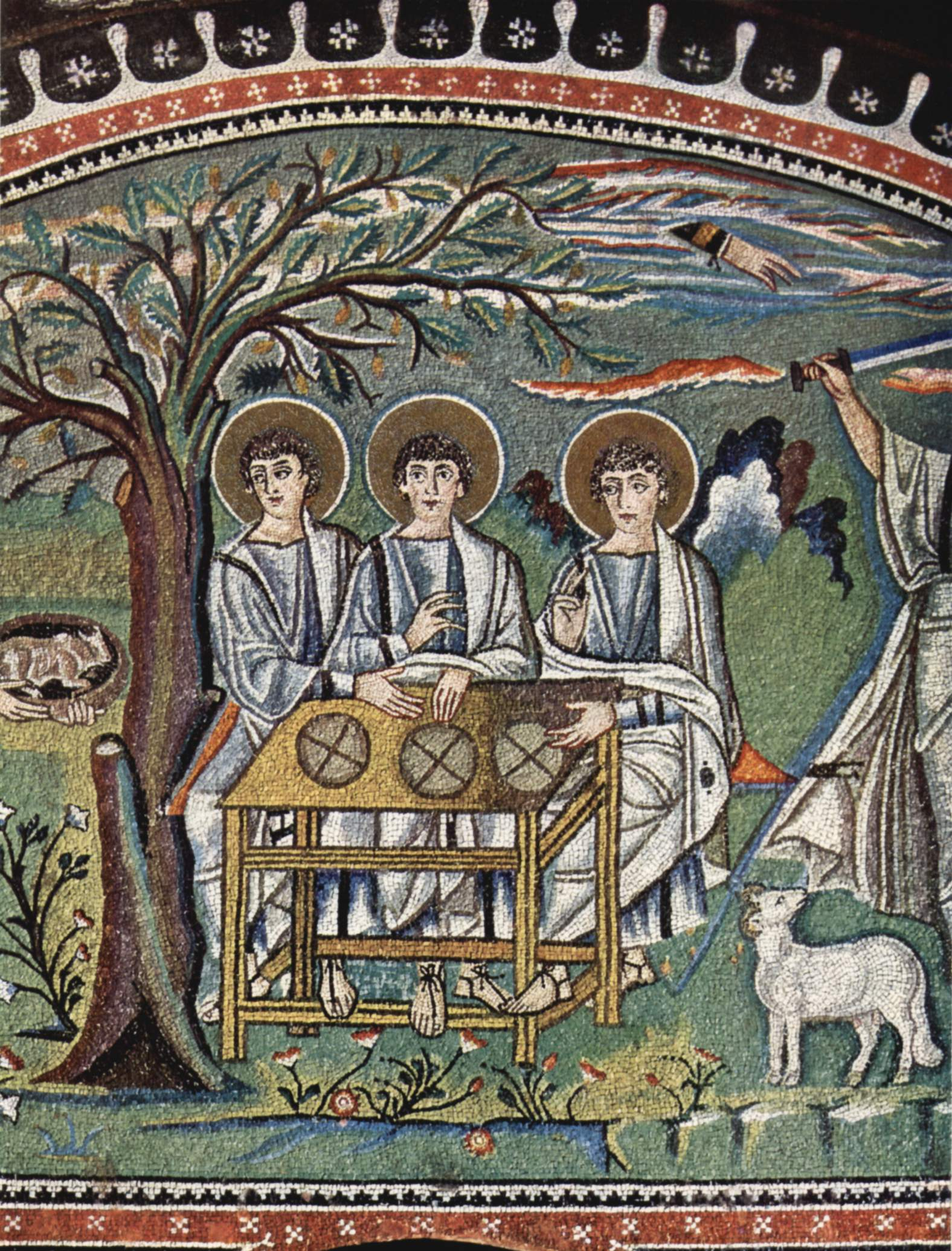
アブラハムの饗応
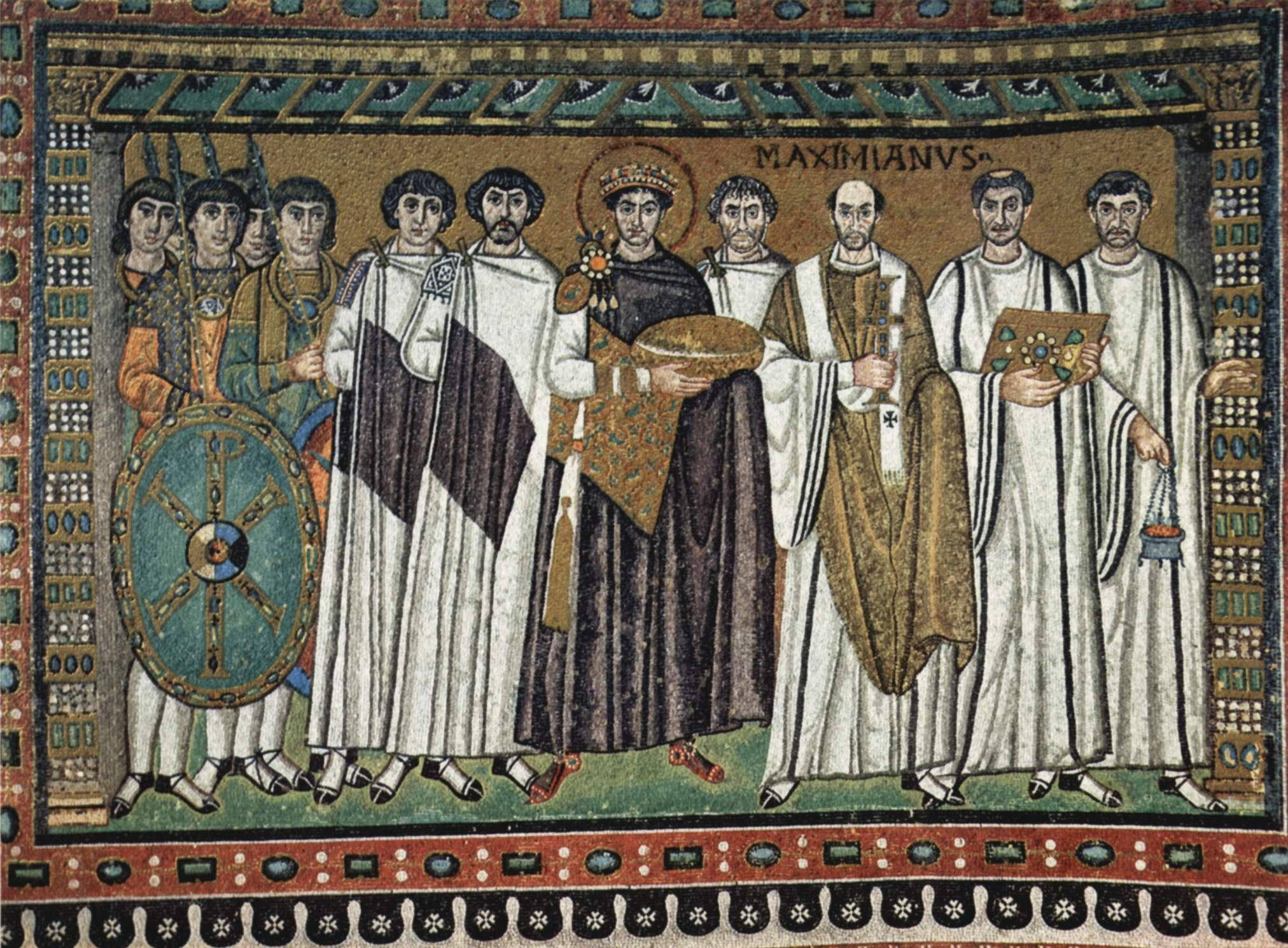
ユスティニアヌス帝と随臣
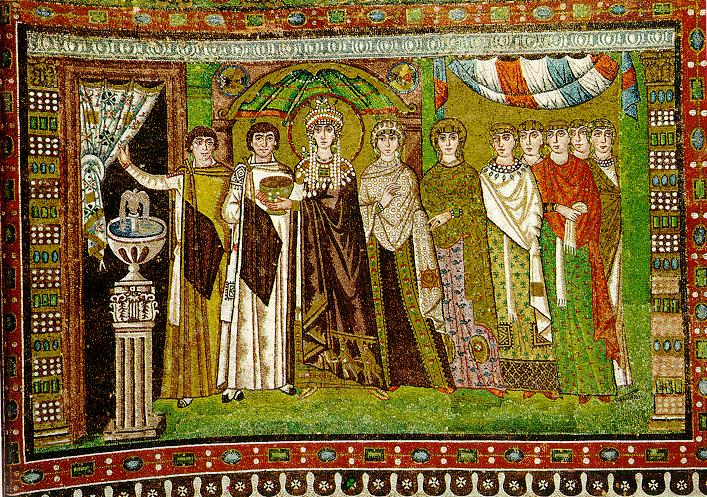
皇妃テオドラと侍従
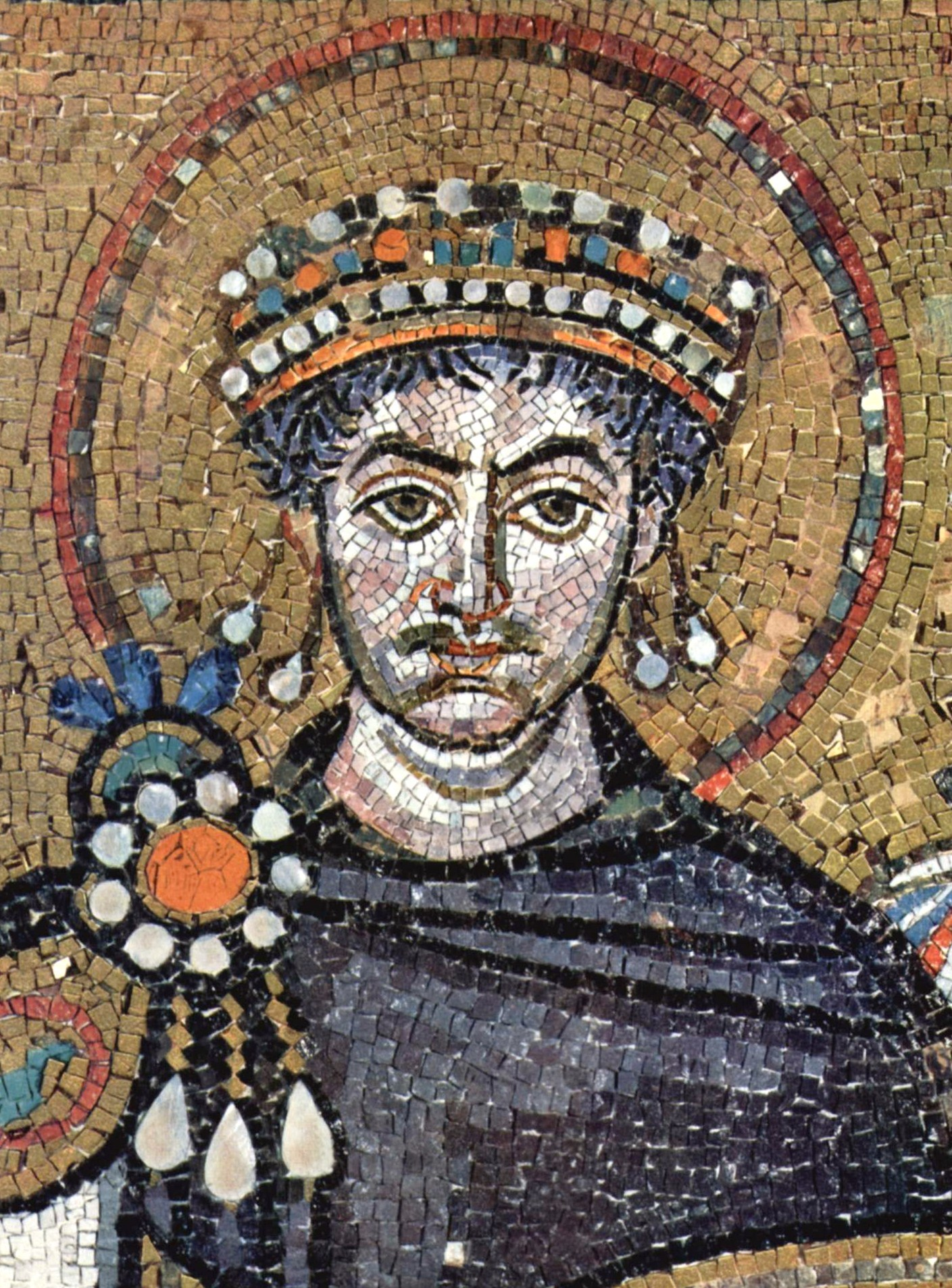
ユスティニアヌス帝
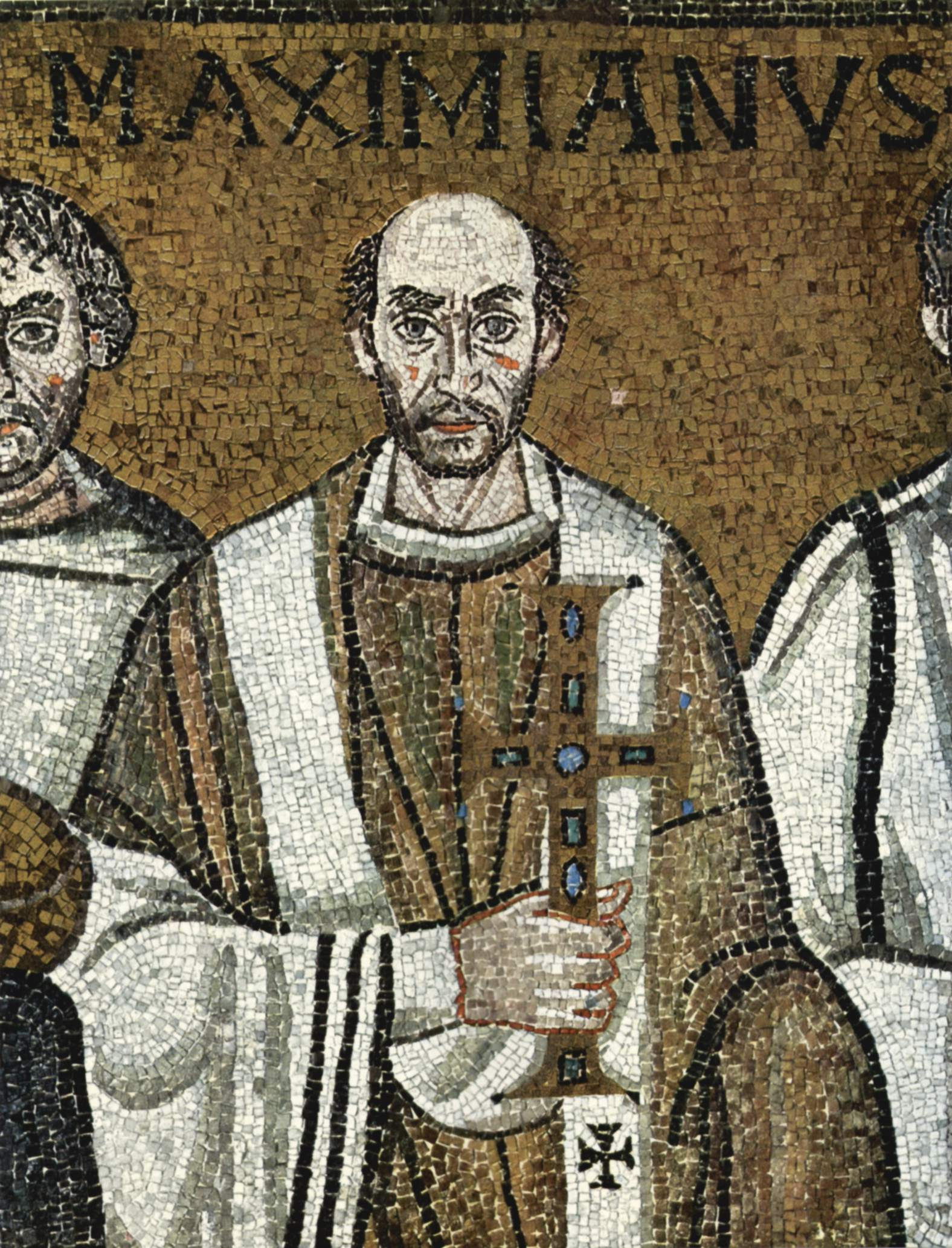
大司教マクシミアヌス
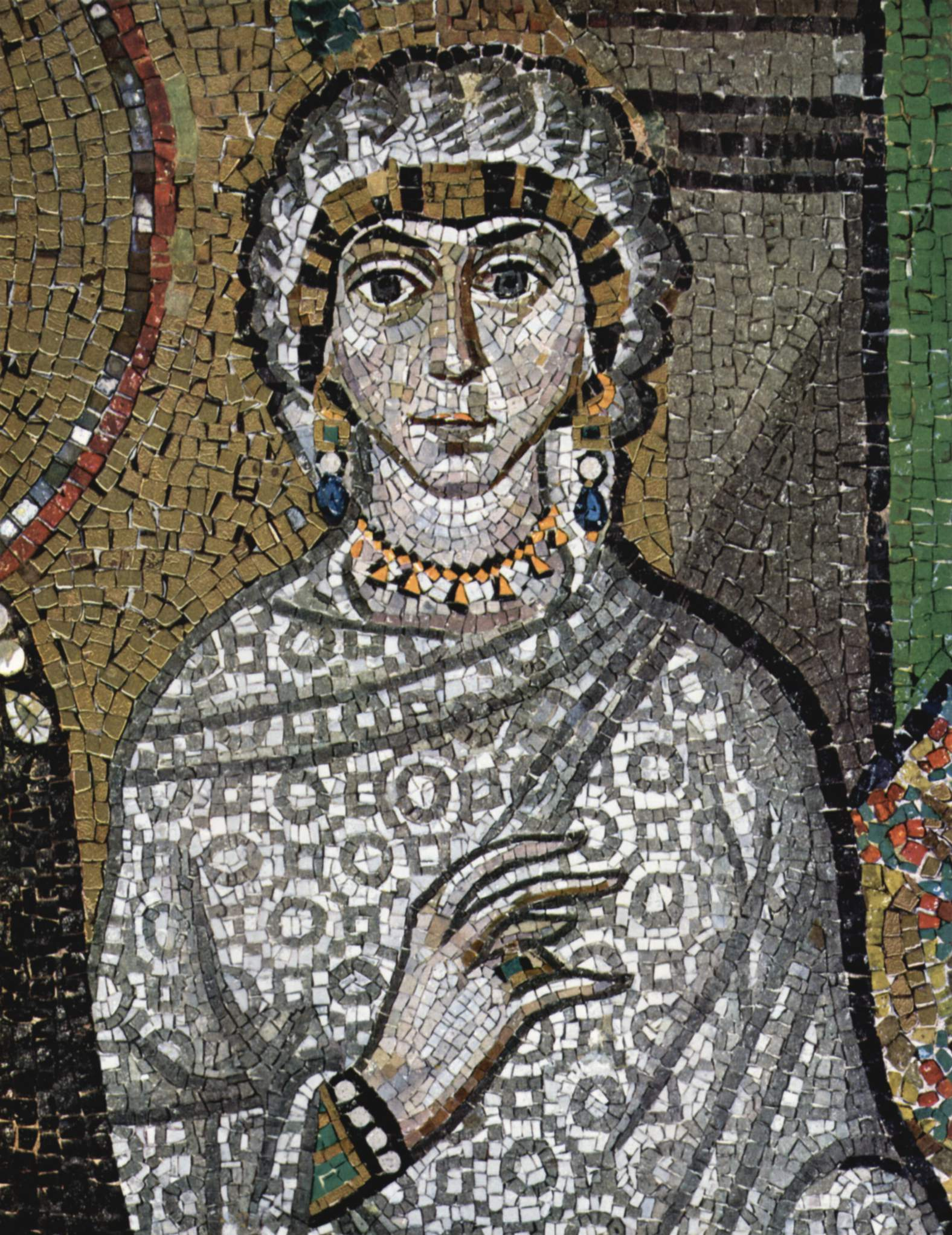
侍従
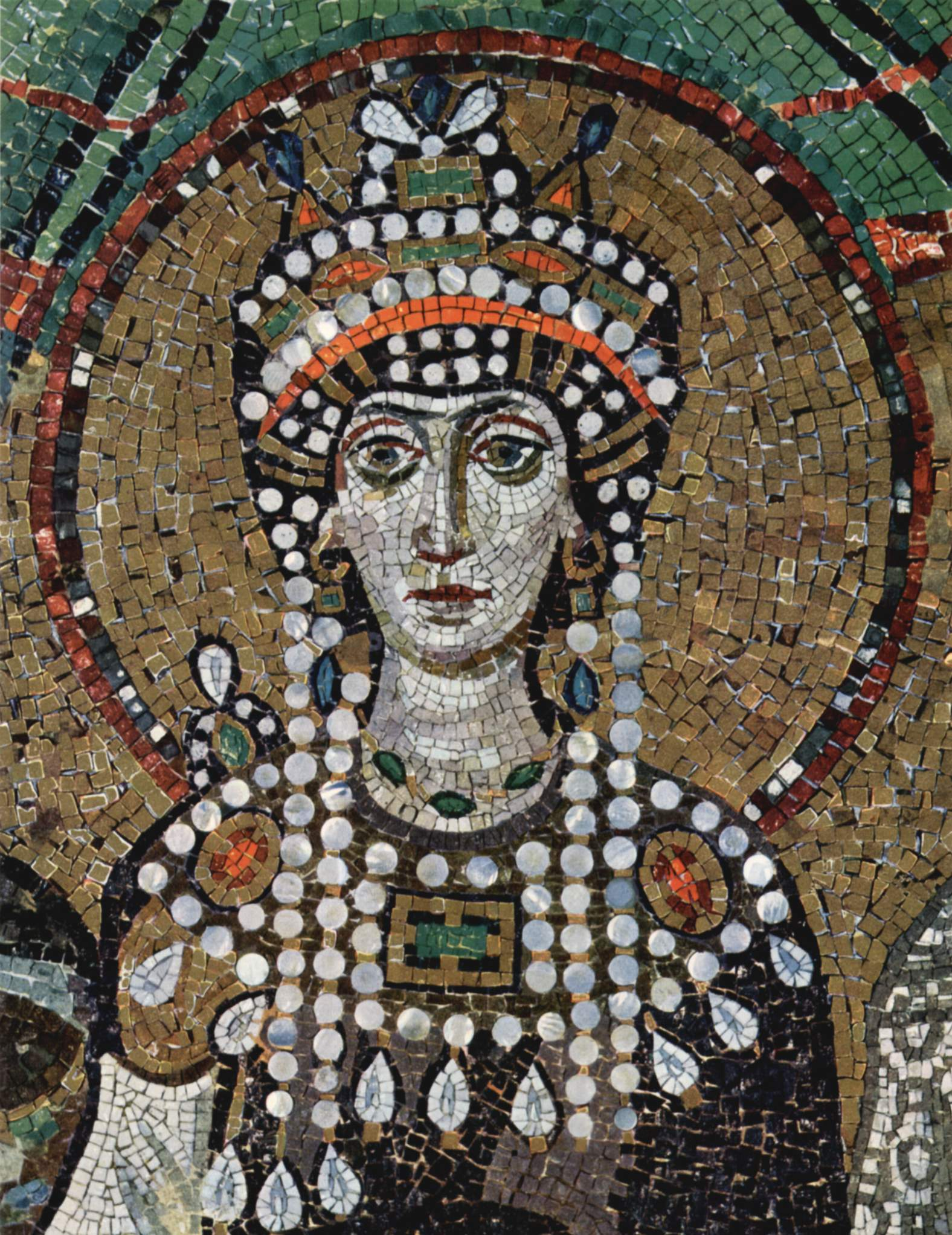
皇妃テオドラ